# Сокольники (Ленинградская область)
Сокольники — деревня в Оредежском сельском поселении Лужского района Ленинградской области.

## История
Впервые упоминается в Писцовой книге Водской пятины 1500 года, как деревня Соколники на Гверезне в Никольском Бутковском погосте Новгородского уезда.
Деревня Сокольники обозначена на карте Санкт-Петербургской губернии Ф. Ф. Шуберта 1834 года.

СОКОЛЬНИКИ — деревня, принадлежит: юнкеру Василию Неелову, число жителей по ревизии: 4 м. п., 1 ж. п.

статскому советнику Батиевскому, число жителей по ревизии: 13 м. п., 14 ж. п.

чиновнику 5-го класса Козловскому, число жителей по ревизии: 3 м. п., 4 ж. п.

губернской секретарше Шелковниковой, число жителей по ревизии: 9 м. п., 11 ж. п. (1838 год)

Деревня Сокольники отмечена на карте профессора С. С. Куторги 1852 года.

СОКОЛЬНИКИ — деревня господина фон Борга, по просёлочной дороге, число дворов — 13, число душ — 30 м. п. (1856 год)

Согласно X ревизии 1857 года деревня Сокольники состояла из четырёх частей:

1-я часть: Малые Сокольники, число жителей — 4 м. п., 5 ж. п.
  
2-я часть: Большие Сокольники, число жителей — 4 м. п., 3 ж. п.
  
3-я часть: Большие Сокольники, число жителей — 13 м. п., 10 ж. п. (из них дворовых людей — 5 м. п., 3 ж. п.)
 
4-я часть: Большие Сокольники, число жителей — 21 м. п., 24 ж. п.

СОКОЛЬНИКИ БОЛЬШИЕ — деревня владельческая при речке Гверездянке, число дворов — 14, число жителей: 22 м. п., 16 ж. п.

СОКОЛЬНИКИ МАЛЫЕ — деревня владельческая при речке Гверездянке, число дворов — 2, число жителей: 5 м. п., 3 ж. п.
 (1862 год)

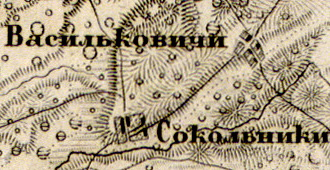
Деревня Сокольники на карте 1863 года

Согласно карте из «Исторического атласа Санкт-Петербургской Губернии» 1863 года это была единая деревня Сокольники.
Согласно подворной описи 1882 года, деревня Сокольники Почапского общества Бутковской волости состояла из четырёх частей:
 
1) Малые Сокольники, домов — 2, душевых наделов — 4, семей — 3, число жителей — 6 м. п., 4 ж. п.; разряд крестьян — водворённые на земле мелкопоместных владельцев.
  
2) Большие Сокольники, бывшее имение Ярц, домов — 3, душевых наделов — 8, семей — 3, число жителей — 8 м. п., 7 ж. п.; разряд крестьян — водворённые на земле мелкопоместных владельцев.
 
3) Большие Сокольники, бывшее имение Ворга, домов — 7, душевых наделов — 8, семей — 6, число жителей — 15 м. п., 12 ж. п.; разряд крестьян — собственники.
 
4) Большие Сокольники, бывшее имение Левудских, домов — 16, душевых наделов — 18, семей — 8, число жителей — 20 м. п., 22 ж. п.; разряд крестьян — собственники.
Сборник Центрального статистического комитета описывал её так:

БОЛЬШИЕ СОКОЛЬНИКИ — деревня бывшая владельческая, дворов — 18, жителей — 104; лавка. (1885 год)

Согласно материалам по статистике народного хозяйства Лужского уезда 1891 года, одно из имений при деревне Большие Сокольники площадью 46 десятин принадлежало мещанину В. Гаврилову «с 2 товарищами», имение было приобретено в 1876 году, второе имение, площадью 60 десятин с паровой мельницей, принадлежало дочери саксонского подданного Е. Э. Бремер, оно было приобретено в 1879 году за 660 рублей, третье имение, площадью 42 десятины принадлежало мещанам Г. и Л. Степановым, оно было приобретено частями в 1869 и 1876 годах, четвёртое имение, площадью 16 десятин принадлежало мещанам В. и Т. Фёдоровым и было приобретено до 1868 года. Имение при деревне Малые Сокольники площадью 673 десятины принадлежало отставному поручику Н. Д. Вердеревскому, имение было приобретено частями в 1880 и 1884 году за 6288 рублей.
В XIX — начале XX века деревня административно относилась к Бутковской волости 1-го земского участка 1-го стана Лужского уезда Санкт-Петербургской губернии.
По данным «Памятной книжки Санкт-Петербургской губернии» за 1905 год в Сокольницкое сельское общество входили деревни Большие Сокольники и Малые Сокольники.
С 1917 по 1927 год деревня Сокольники входила в состав Сокольницкого сельсовета Бутковской волости Лужского уезда.
С 1927 года, в составе Оредежского района.
По данным 1933 года деревня Большие Сокольники являлась административным центром Сокольницкого сельсовета Оредежского района, в который входили 12 населённых пунктов: деревни Большие Влешковичи, Большие Сокольники, Васильковичи, Дубровка, Замостье, Малые Влешковичи, Малые Сокольники, Петрушина Гора, Поддубье, Покровка, Точищи, Хабидина Гора, общей численностью населения 1705 человек.
По данным 1936 года в состав Сокольницкого сельсовета входили 12 населённых пунктов, 344 хозяйства и 8 колхозов.
C 1 августа 1941 года по 31 января 1944 года деревня находилась в оккупации.
В 1965 году население деревни Сокольники составляло 195 человек.
С октября 1959 года, в составе Лужского района.
По данным 1966 года деревня Сокольники входила в состав и являлась административным центром Сокольницкого сельсовета.
По данным 1973 и 1990 годов деревня Сокольники входила в состав Оредежского сельсовета.
По данным 1997 года в деревне Сокольники Оредежской волости проживали 163 человека, в 2002 году — 146 человек (русские — 90 %).
В 2007 году в деревне Сокольники Оредежского СП вновь проживали 163 человека.

## География
Деревня расположена в восточной части района на автодороге 41А-004 (Павлово — Луга).
Расстояние до административного центра поселения — 4 км.
Расстояние до районного центра — 30 км.
Расстояние до ближайшей железнодорожной станции Оредеж — 3 км.
Деревня находится на правом берегу реки Гверездянка.

## Демография
| 1838 | 1862 | 1885 | 1965 | 1997 | 2007 | 2010 |
| ---- | ---- | ---- | ---- | ---- | ---- | ---- |
| 59   | ↘46  | ↗104 | ↗195 | ↘163 | →163 | ↘129 |
| 2017 |      |      |      |      |      |      |
| ↘64  |      |      |      |      |      |      |

## Улицы
Вознесенская, Восточная, Заречная, Лужская.